# Kyoko Yamazaki
Kyoko Yamazaki, född 3 november 1954, är en japansk bågskytt. Hon deltog vid olympiska sommarspelen 1976.